# Canale del Granduca
Der Canale del Granduca ist ein unterirdischer Kanal in Siena.

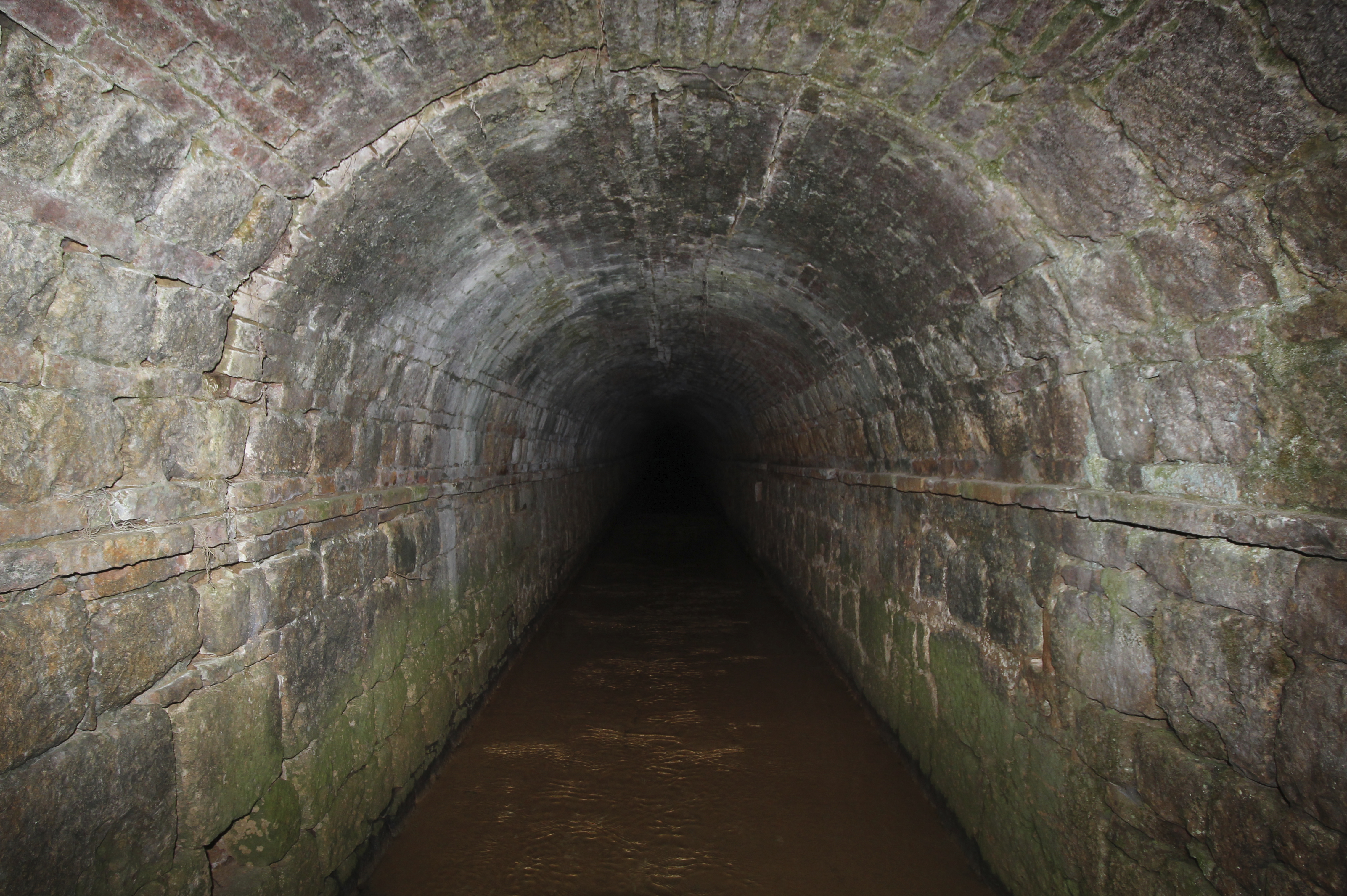
Der Canale del Granduca

## Beschreibung
Der Kanal entwässert das Gebiet des Pian del Lago, welches im Gemeindegebiet von Monteriggioni liegt. Er ist benannt nach Pietro Leopoldo, seinerzeit Großherzog der Toskana. Er hat eine Länge von 2173 m (nach anderen Angaben 2255,80 m), eine durchschnittliche Höhe von 2,42 m und eine durchschnittliche Breite von 1,84 m. Der längste Luftschacht hat eine Länge von 29,41 m, der kürzeste Luftschacht misst 6,46 m. Der Höhenunterschied zwischen Eingangsbereich und Ausgangsbereich beträgt 3,125 m, die Gradiente liegt bei 1,4 %. Anderen Angaben nach liegt der Eingangsbereich bei 252 m s.l.m. und der Ausgangsbereich bei 247 m s.l.m. (0,2 % Gefälle).

## Lage

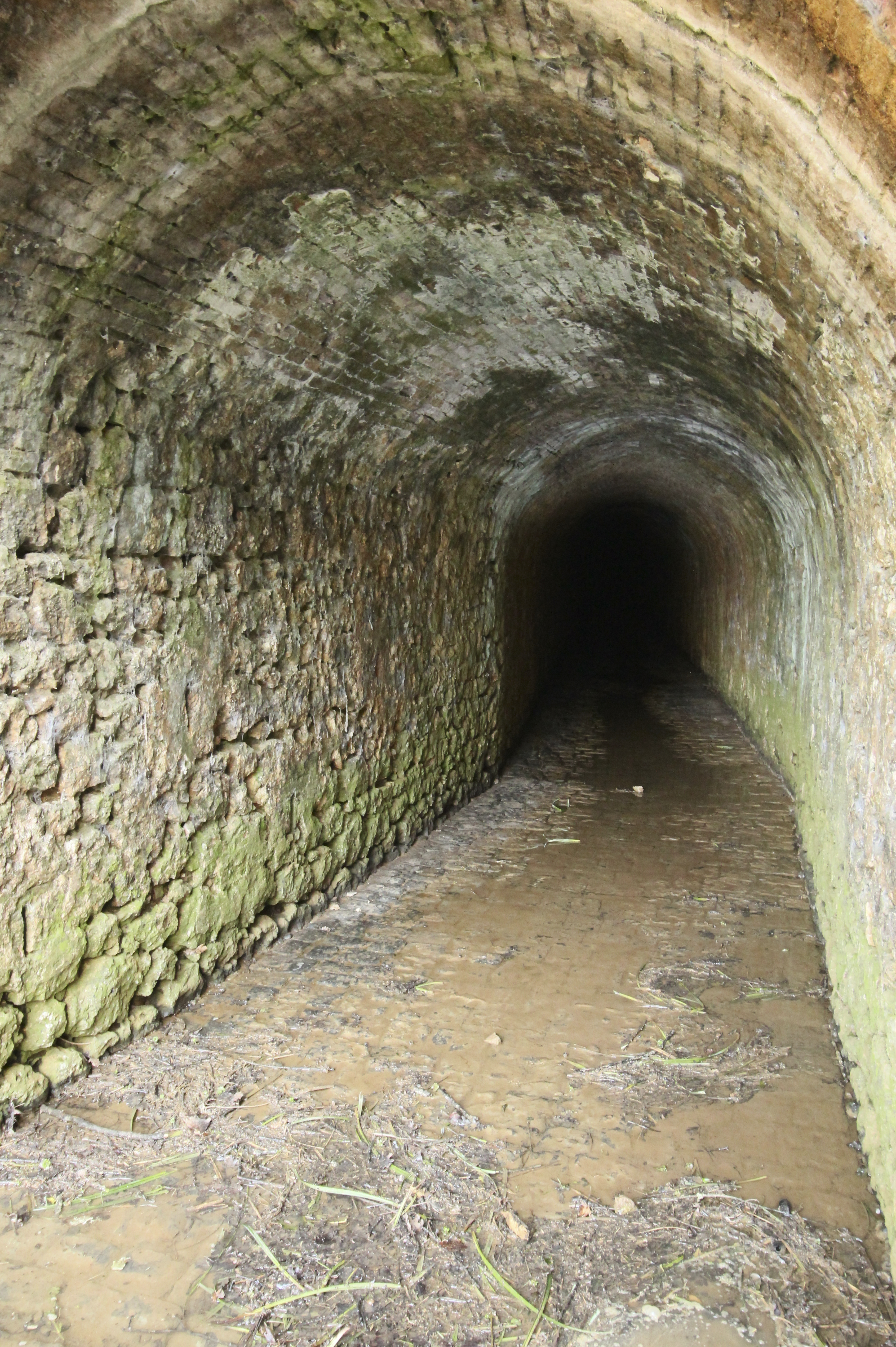
Der Tunnel des Canale del Granduca

Der Eingangsbereich befindet sich im nordwestlichen Gemeindegebiet von Siena an der Gemeindegrenze zu Monteriggioni am südlichen Ende des ehemaligen Sees von Pian del Lago, Lago Verano oder auch Lacus Silva genannt. Von hier verläuft der Kanal nach Südosten und endet unweit der Straße SP 101 zwischen Lecceto und Montalbuccio. Hier mündet der Kanal in den Wildbach Rigo, einem Zufluss des Serpenna.

## Geschichte
Das Bauwerk entstand auf Initiative von Francesco Sergardi Bindi von Dezember 1766 bis Juni 1770. Komplettiert wurde der Kanal unter der Schirmherrschaft des Großherzogs der Toskana, Pietro Leopoldo, von August 1777 bis Oktober 1780.
Der Entwässerungskanal entstand durch Francesco Sergardi Bindi, um die stehenden Gewässer des 156 Hektar großen und 3 m tiefen Sees des Pian del Lago abfließen zu lassen und dadurch die Malaria in dem Gebiet zu verringern. Erste Pläne zu dem Projekt entstanden ab 1760 durch Leonardo Ximenes. Die Arbeiten ab 1766 beschäftigten etwa 120 Arbeiter, die zumeist aus Carrara stammten. Es entstanden 24 Luftschächte und es wurden etwa 6300 kg Sprengstoff benötigt, um sich den Weg durch das felsige Gelände zu bahnen.
Die Komplettierung des Kanals begann 1777. Großherzog Pietro Leopoldo engagierte am 31. August die Ingenieure Anastasio Anastasi und Pietro Ferroni, als Assistent fungierte Bernardino Fantastici. Diese schlossen 14 der 24 Luftschächte und legten den Eingangsbereich nach Norden und den Ausgangsbereich nach Süden, wobei der Kanal um etwa 197 m verlängert wurde.

## Bilder

Bilder des Canale del Granduca
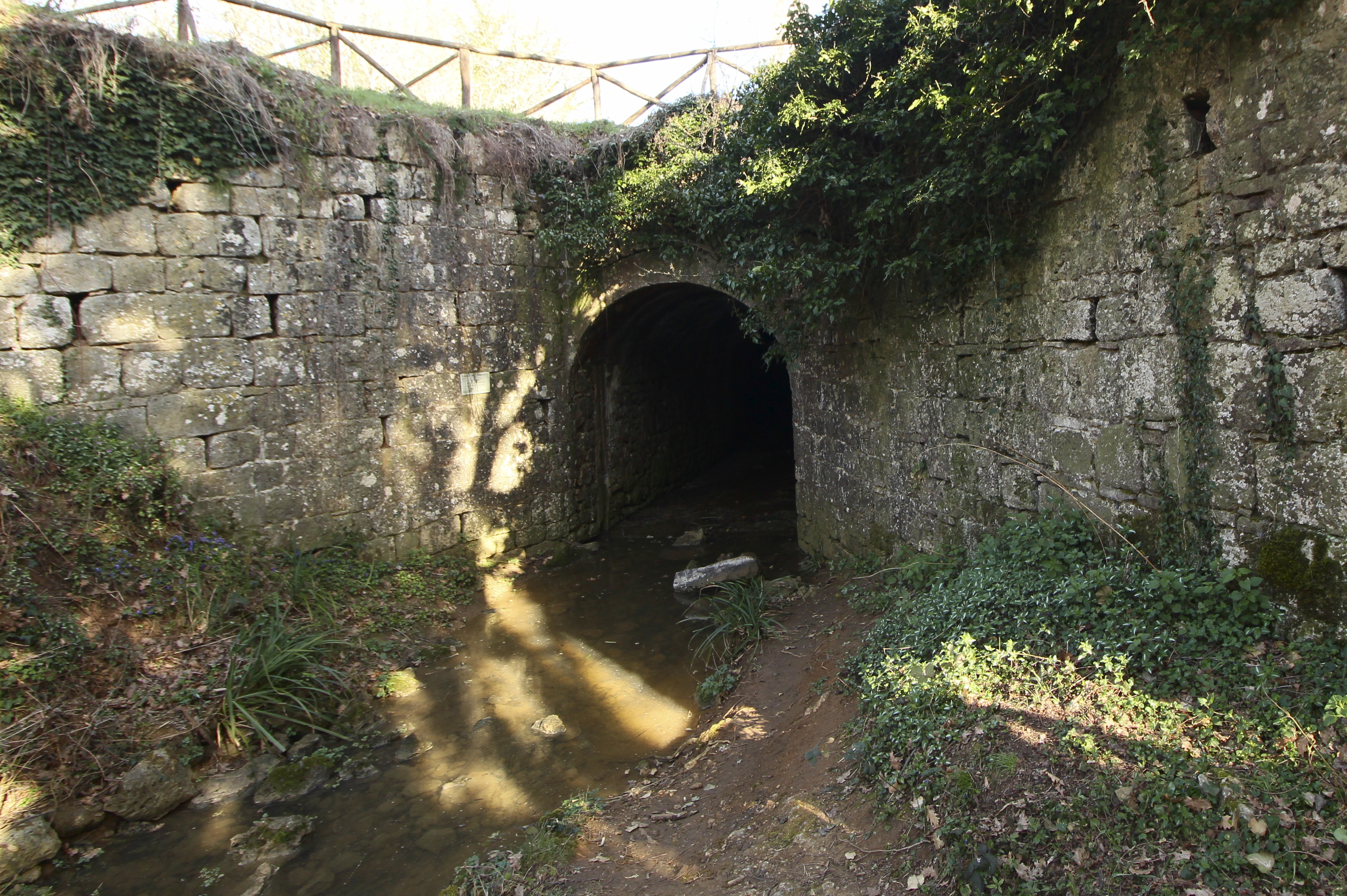
Der Zugang zum Kanal
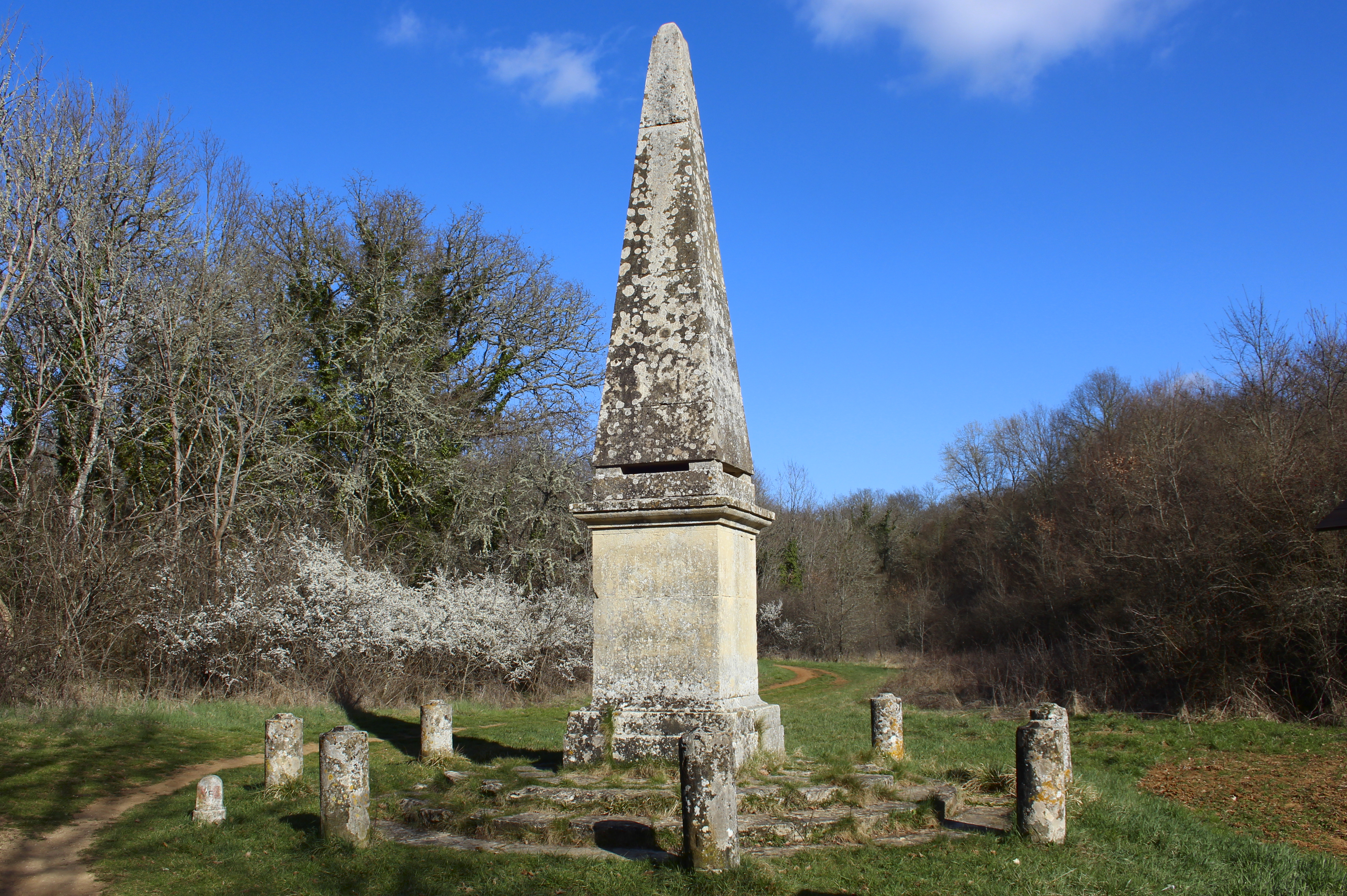
Der Obelisk am Zugangsbereich
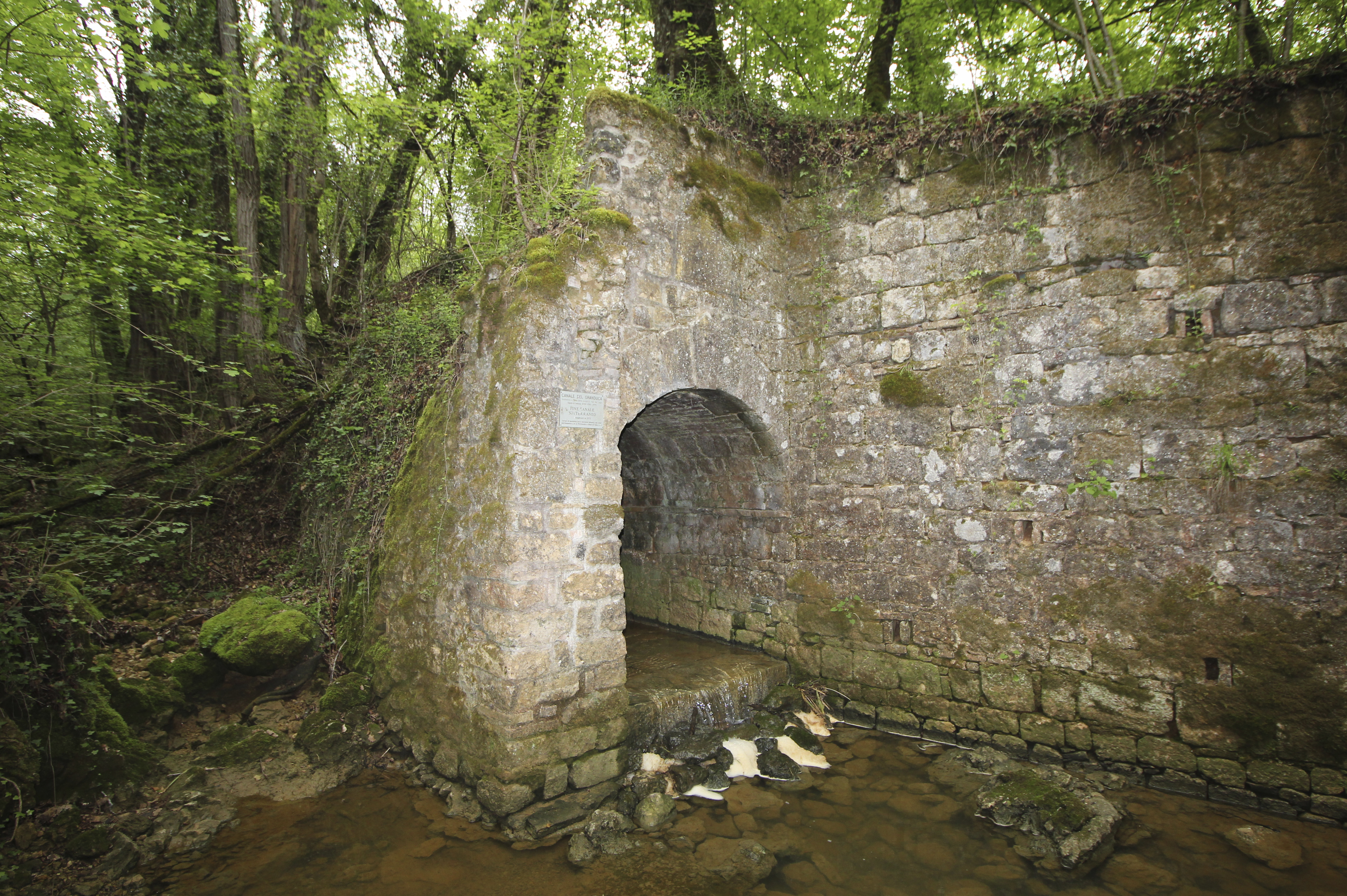
Der Ausgangsbereich des Kanals am Torrente Rigo